# L. Paul Howland

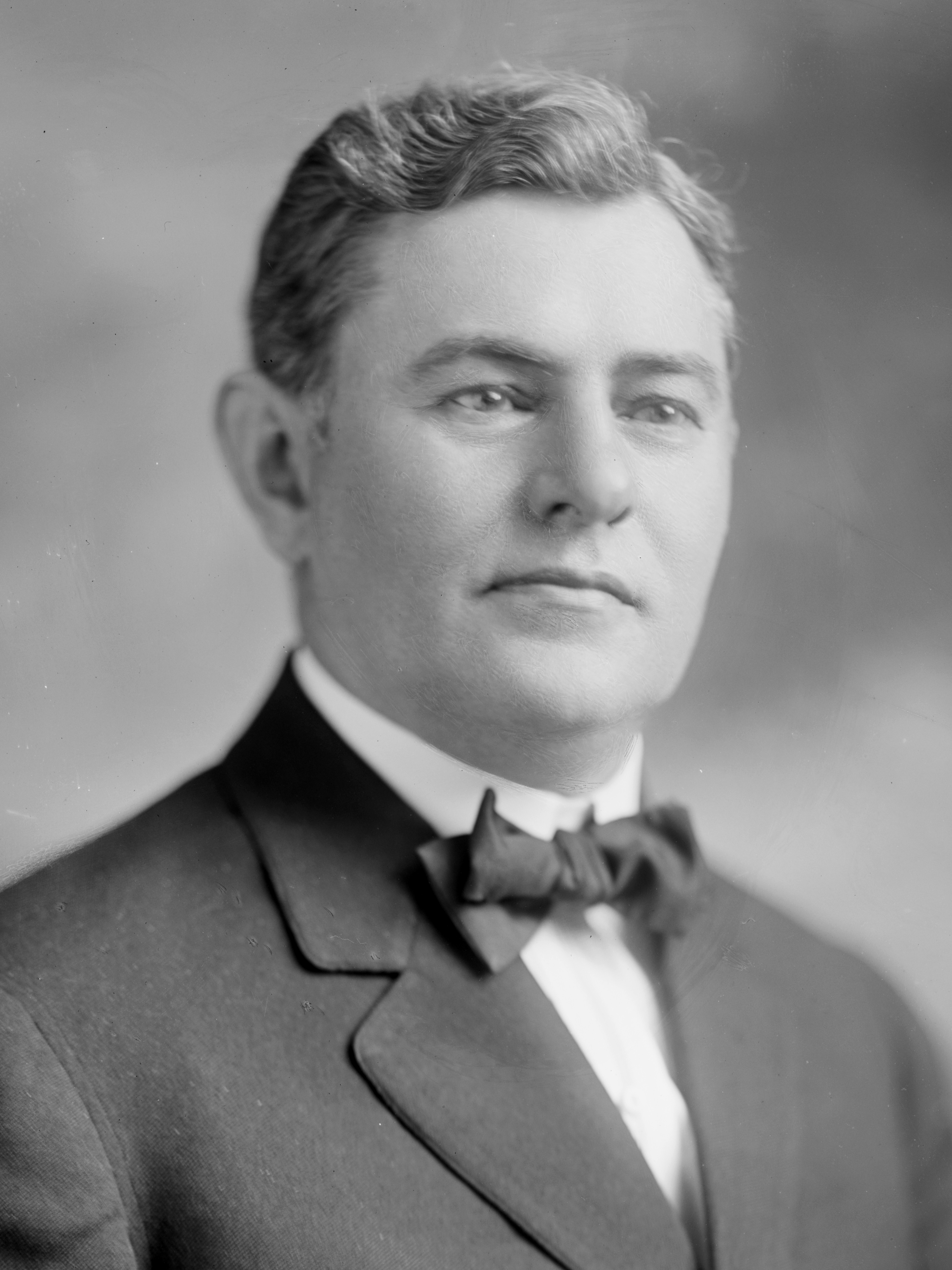
Leonard Paul Howland

Leonard Paul Howland (* 5. Dezember 1865 in Jefferson, Ohio; † 23. Dezember 1942 in Cleveland, Ohio) war ein US-amerikanischer Politiker der Republikanischen Partei. Vom 4. März 1907 bis 3. März 1913 war er Mitglied des Repräsentantenhauses der Vereinigten Staaten für den 20. Kongressdistrikt des Bundesstaates Ohio.

## Leben
Leonard Paul Howland wurde in Jefferson geboren. Dort besuchte er die öffentlichen Schulen. Am Oberlin College und an der Harvard University schloss er 1887 bzw. 1890 sein Jura-Studium ab. Im gleichen Jahr wurde er als Rechtsanwalt zugelassen. Er nahm seine Tätigkeit in Jefferson auf. 1894 zog er nach Cleveland um, wo er seine Tätigkeit fortsetzte. Im Spanisch-Amerikanischen Krieg diente er als Second Lieutenant.
1906 wurde Howland als Vertreter des 20. Distrikts von Ohio ins House nach Washington, D.C. gewählt. Er diente dort für insgesamt drei Legislaturperiode, ehe er 1913 wieder ausschied. Fortan war er bis zu seinem Tod 1942 wieder als Rechtsanwalt tätig.
Howland wurde auf dem Lake View Cemetery in Cleveland beigesetzt. Er war verheiratet mit Jessie Frances Pruden.